# Marc Valeri Corvus
Marc Valeri Corvus (llatí: Marcus Valerius Maximus Corvus; vers el 371 aC - 271 aC) va ser un magistrat romà i militar, amb una distingida carrera política que el va portar a ser escollit cònsol sis vegades, la primera a la rara edat de 23 anys. També va ser escollit dictador dues vegades i va comandar l'exèrcit durant la primera i segona guerres samnites. Va tenir una vida llarga, segons diu la tradició va morir a cent anys.

## Tribú militar
Era membre de la gens Valèria, una família de la classe patrícia. La primera notícia que es té d'ell és de l'any 349 aC, quan va servir com a tribú militar a l'exèrcit del cònsol Luci Furi Camil en la campanya contra els gals. Segons la llegenda, abans de començar una batalla, un dels guerrers gals, de mida gegantina, va desafiar qualsevol romà que gosés lluitar contra ell en combat singular i Valeri va acceptar. Mentre s'aproximaven l'un a l'altre un corb va anar a parar al seu escut i quan el gal va atacar, el corb va aixecar el vol cap a la cara del gal, que a causa d'això va ser travessat per l'espasa de Valeri. A la batalla que va seguir els gals van ser derrotats. En aquest any hi va haver pau i es va fer un tractat amb Cartago. Com a premi pel coratge demostrat, el jove Valeri va rebre deu bous i una corona daurada i des de llavors li van afegir al seu cognom el de Corvus, que vol dir "corb".

## Primer consolat
La història del corb va ser interpretada pels ciutadans romans com una mena d'escollit pels déus i la seva popularitat va fer que fos triat cònsol in absentia l'any 348 aC, amb només 23 anys. El càrrec el va exercir junt amb Marc Popil·li Lenat. Durant aquest consolat es va signar un tractat entre Roma i Cartago. L'any següent probablement va ser escollit pretor.

## Segon consolat
L'any 346 aC va ser cònsol per segona vegada junt amb Gai Peteli Libó i va fer la guerra contra els volscs, als que va derrotar en una batalla, i va conquerir Satricum, que va incendiar i va destruir fins als fonaments excepte el temple de la Mater Matuta. Va obtenir els honors del triomf en tornar a Roma.

## Tercer consolat
Per tercera vegada va ser elegit cònsol l'any 343 aC amb Aule Corneli Cos Arvina i li va ser encarregada la guerra contra els samnites que acabava d'esclatar. Era molt popular entre la tropa i tot i la seva joventut ja era un general amb experiència. Va derrotar els samnites al Mons Gaurus, a prop de Cumes. Les forces del seu col·lega Arvina van estar en perill a Caudium però el valor de Publi Deci les va salvar, i després els dos cònsols van reunir els seus exèrcits i van derrotar altre cop als samnites a Suessula on van recollir quaranta mil escuts del camp de batalla i més 170 estendards. En tornar a Roma va obtenir altre cop els honors del triomf. Després d'això va passar l'hivern a la Campània per protegir aquest territori de les incursions samnites.

## Amotinament a Càpua
El 342 aC va ser nomenat dictador atès un amotinament a l'exèrcit estacionat a Càpua i les ciutats de Campània. Els amotinats van marxar cap a Roma i van acampar a uns 15 km de la ciutat. Corvus els va anar a trobar en aquest lloc, i va preferir dialogar a guerrejar contra ells. Per la seva influència es va concedir una amnistia i després es van dictar importants lleis que en part atenien a les demandes dels soldats.

## Conquesta de Cales
El 335 aC va ser cònsol per quarta vegada junt amb Marc Atili Règul quan els sidiquins s'havien unit als àusons de Cales. Corvus es va encarregar de la direcció de la batalla i Cales va ser conquerida a l'assalt. Els romans hi van establir una colònia de 2.500 homes. Corvus va obtenir altre cop els honors del triomf i el sobrenom de Calè (Calenus).

## Segona guerra samnnita
L'any 332 aC i el 320 aC va ser interrex, però excepte per aquests càrrecs no se'l menciona en aquest període. L'any 313 aC va ser un dels triumvirs (Triumviri coloniae deducendae) encarregats de fundar la colònia de Saticula. El 309 aC Titus Livi parla d'un magister equitum del dictador Luci Papiri Cursor que anomena Marc Valeri, i podria ser Marc Valeri Corvus. Livi diu que va ser nomenat pretor per quarta vegada com agraïment dels seus serveis en la batalla lliurada aquest any contra els samnites a Longulae.

## Enfrontaments contra marsis i etruscs
L'any 301 aC, quan tenia uns 70 anys, va ser nomenat altre cop dictador per la revolta d'etruscs i marsis a Arretium i Carseola. Corv va derrotar els marsis en una batalla i els va ocupar diverses ciutats fortificades com Miliònia (Milonia), Plestina i Fresília (Fresilia). Els marsis van demanar la renovació de l'antiga aliança amb Roma, que els va ser concedida però van haver de cedir una part de les seves terres. Llavors va anar a Etrúria, però abans de començar la lluita va haver de tornar a Roma per fer els auspicis. En la seva absència el seu magister equitum va ser atacat pels etruscs i fou derrotat, fet en el qual es van perdre molts homes i estendards. Això va causar commoció a Roma on es va decretar el justinium (aturada general de l'activitat) i es van fortificar les muralles com si l'enemic fos a la vora. Però Corvus va tornar a Etrúria i aviat la situació va canviar i els etruscs van ser derrotats en una gran batalla. Corvus va rebre una vegada més els honors del triomf.

## Cinquè consolat
L'any 300 aC va ser elegit cònsol per cinquena vegada junt amb Quint Apuleu Pansa. Els ordres de plebeus i patricis estaven enfrontats i sembla que Corvus era un home de consens. Durant el seu consolat es va aprovar la lex Ogulnia per la qual el Col·legi dels Pontífexs i el d'àugurs es van obrir als plebeus. El cònsol va renovar la llei per la qual els ciutadans tenien dret d'apel·lació al poble (provocatio) i es van establir els càstigs per la seva transgressió.

## Darrers anys
El 299 aC va ser elegit cònsol sufecte per substituir el lloc de Tit Manli Torquat que havia mort d'una caiguda de cavall durant la guerra amb els etruscs. Aquests, en assabentar-se de l'arribada de Corvus es van tancar a les seves places fortificades i no es van arriscar a cap batalla. Corvus va incendiar diverses poblacions etrusques.
En acabar el seu període es va retirar de la vida pública però encara va viure trenta anys més i va arribar a centenari, amb bona salut fins al final. Marc Valeri Corvus se sap que va exercir magistratures curuls 21 vegades. Va ser dues vegades dictador i sis vegades cònsol. Va morir l'any 271 aC.
August li va erigir una estàtua al seu fòrum junt amb la d'altres herois romans.